# Семёновская 1-я
Семёновская 1-я — деревня в Верхнетоемском муниципальном округе Архангельской области России.

## География
Деревня находится в юго-восточной части Архангельской области, в подзоне средней тайги, в пределах северной окраины Восточно-Европейской равнины, в правобережной части долины реки Северная Двина, на расстоянии примерно 25 км (по прямой) к юго-востоку от села Верхняя Тойма, административного центра округа. Абсолютная высота — 42 м над уровнем моря.

### Часовой пояс
Семёновская 1-я, как и вся Архангельская область, находится в часовой зоне МСК (московское время). Смещение применяемого времени относительно UTC составляет +3:00.

## Население
| 2002 | 2010 |
| ---- | ---- |
| 69   | ↘57  |

### Национальный состав
Согласно результатам переписи 2002 года, в национальной структуре населения русские составляли 94 %.